# Н'Голо Канте
Н'Голо́ Канте́ (фр. N'Golo Kanté; 29 березня 1991, Париж, Франція) — французький футболіст малійського походження, опорний півзахисник саудівського «Аль-Іттіхад» і національної збірної Франції. Найкращий гравець сезону АПЛ 2016/17, Французький футболіст 2017 року.

## Ранні роки
Н'Голо було дуже важко потрапити у якусь команду, через малий зріст. Але все ж таки його прийняла команда «Сюрен» у 2001 році. До 2010 року він і знаходився там і потім перебрався у «Булонь». У молодіжній команді якого грав до 2012 року.

## Клубна кар'єра

### «Булонь»
У дорослому футболі дебютував 2012 року виступами за основну команду «Булоні», в якій провів один сезон, взявши участь у 38 матчах чемпіонату.

### «Кан»
Своєю грою за цю третьолігову команду привернув увагу представників тренерського штабу друголігового клубу «Кан», до складу якого приєднався 2013 року. Перший гол за нову команду забив в матчі проти «Лаваля». Загалом в першому сезоні за «Кан» зіграв 38 матчів, і допоміг своїй команді зайняти 3 місце в Лізі 2, і вийти в Лігу 1. Більшість часу, проведеного у складі «Кана», був основним гравцем команди.

### «Лестер Сіті»
3 серпня 2015 року Канте підписав англійський «Лестер Сіті» за 8 мільйонів євро. Контракт із новою командою був розрахований на 4 роки. З «Лестером» також сенсаційно виграв АПЛу сезоні 2015–16. Сам Канте зробив величезний внесок у цю перемогу, бо саме він зупиняв атаки суперників ще у центрі поля. Його навіть порівнювали з легендарним Клодом Макелеле. По закінченні сезону гравцем стали цікавитись провідні команди Європи.

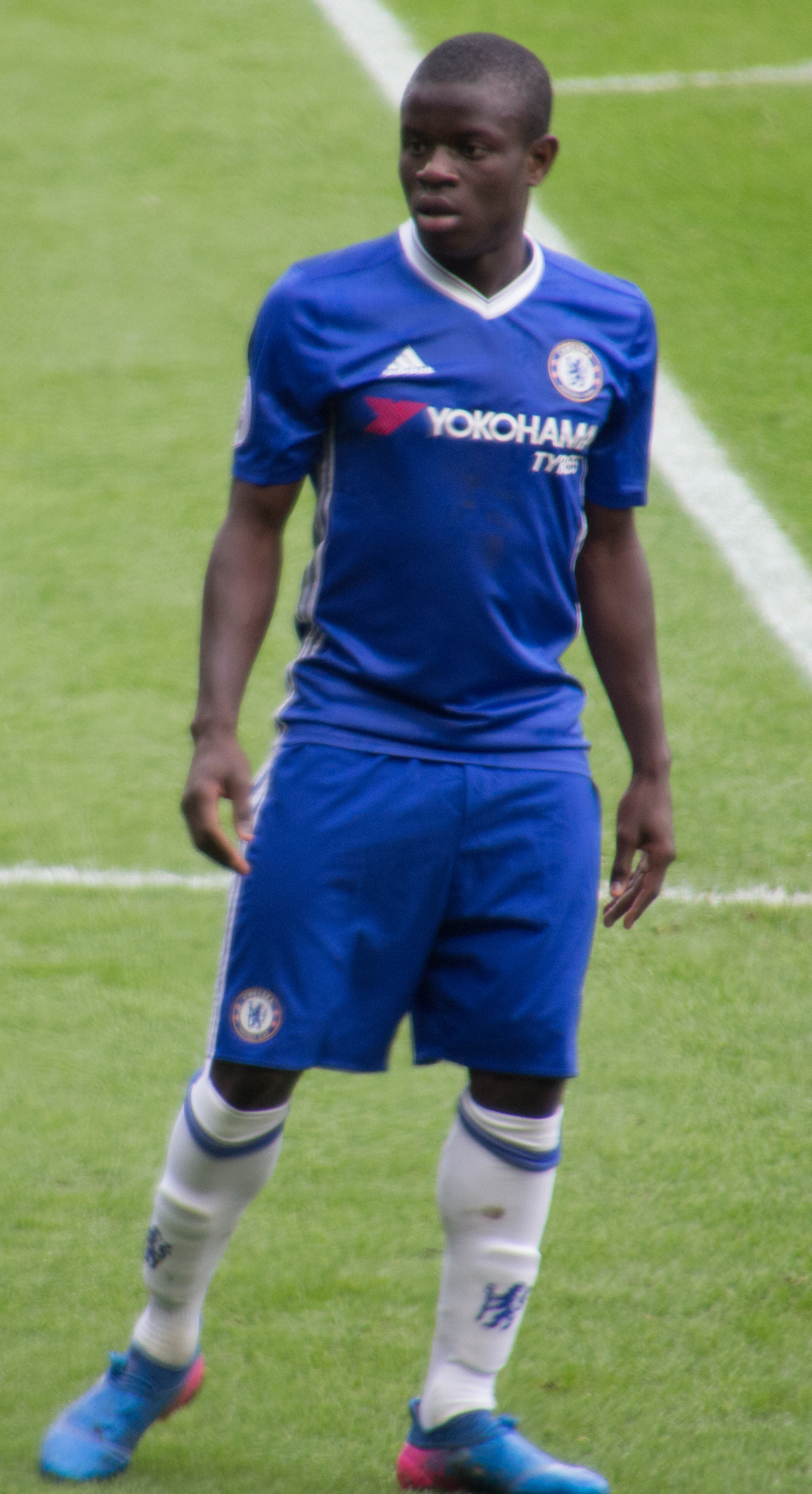
Нголо Канте в матчі за «Челсі»

### «Челсі»
Найспритнішим у боротьбі за підпис французького опорника під контрактом виявився лондонський «Челсі», який виклав за його трансфер 32 мільйони фунтів уклавши з гравцем п'ятирічну угоду. Після трансферу сам футболіст сказав: «Я дуже щасливий, що перейшов в один із найбільших клубів Європи. Моя мрія стала реальністю. Мій перший сезон в чемпіонаті Англії став дуже особливим, я сподіваюся, що можу досягти ще більшого, перебуваючи у „Челсі“. З нетерпінням очікую зустрічі з новими партнерами та сподіваюся, що зможу допомогти клубу досягти нових висот». У Лондоні Канте продовжив прогресувати — в сезоні 2016–17 він не лише здобув у складі «пенсіонерів» свій другий поспіль титул чемпіона Англії, але й був визнаний Гравцем сезону англійської Прем'єр-ліги. За результатами 2017 року також отримав звання Французького футболіста року.

### «Аль-Іттіхад»
21 серпня 2023 року було оголошено про перехід Канте до саудівського «Аль-Іттіхад» з міста Джидда.

## Виступи за збірну
У березні 2016 року дебютував в офіційних матчах у складі національної збірної Франції. А вже за декілька місяців став учасником домашнього для французів тогорічного чемпіонату Європи, де взяв участь у чотирьох з семи матчів своєї команди, яка завоювала срібні нагороди першості.
Учасник чемпіонату світу 2018 року в Росії.
| Дата       | Місто           | Господарі  | Результат | Гості       | Турнір                               | Голи | Примітки |
| ---------- | --------------- | ---------- | --------- | ----------- | ------------------------------------ | ---- | -------- |
| 25-3-2016  | Амстердам       | Нідерланди | 2 – 3     | Франція     | товариський матч                     | -    | 46'      |
| 29-3-2016  | Сен-Дені        | Франція    | 4 – 2     | Росія       | товариський матч                     | 1    |          |
| 30-5-2016  | Нант            | Франція    | 3 – 2     | Камерун     | товариський матч                     | -    | 46'      |
| 4-6-2016   | Лонжвіль-ле-Мец | Франція    | 3 – 0     | Шотландія   | товариський матч                     | -    | 88'      |
| 10-6-2016  | Сен-Дені        | Франція    | 2 – 1     | Румунія     | ЧЄ 2016 - 1-й етап                   | -    |          |
| 15-6-2016  | Марсель         | Франція    | 2 – 0     | Албанія     | ЧЄ 2016 - 1-й етап                   | -    | 88'      |
| 26-6-2016  | Ліон            | Франція    | 2 – 1     | Ірландія    | ЧЄ 2016 - 1/8 фіналу                 | -    | 27'- 46' |
| 7-7-2016   | Марсель         | Німеччина  | 0 – 2     | Франція     | ЧЄ 2016 - півфінал                   | -    | 71'- 75' |
| 1-9-2016   | Барі            | Італія     | 1 – 3     | Франція     | товариський матч                     | -    |          |
| 6-9-2016   | Борисов (місто) | Білорусь   | 0 – 0     | Франція     | Відбір до ЧС 2018                    | -    |          |
| 10-10-2016 | Амстердам       | Нідерланди | 0 – 1     | Франція     | Відбір до ЧС 2018                    | -    | 90+3'    |
| 11-11-2016 | Сен-Дені        | Франція    | 2 – 1     | Швеція      | Відбір до ЧС 2018                    | -    | 88'      |
| 15-11-2016 | Ланс            | Франція    | 0 – 0     | Кот-д'Івуар | товариський матч                     | -    |          |
| 25-3-2017  | Люксембург      | Люксембург | 1 – 3     | Франція     | Відбір до ЧС 2018                    | -    |          |
| 28-3-2017  | Сен-Дені        | Франція    | 0 – 2     | Іспанія     | товариський матч                     | -    |          |
| 2-6-2017   | Ренн            | Франція    | 5 – 0     | Парагвай    | товариський матч                     | -    | 46'      |
| 13-6-2017  | Сен-Дені        | Франція    | 3 – 2     | Англія      | товариський матч                     | -    |          |
| 31-8-2017  | Сен-Дені        | Франція    | 4 – 0     | Нідерланди  | Відбір до ЧС 2018                    | -    |          |
| 3-9-2017   | Тулуза          | Франція    | 0 – 0     | Люксембург  | Відбір до ЧС 2018                    | -    |          |
| 7-10-2017  | Софія (місто)   | Болгарія   | 0 – 1     | Франція     | Відбір до ЧС 2018                    | -    | 34'      |
| 23-3-2018  | Сен-Дені        | Франція    | 2 – 3     | Колумбія    | товариський матч                     | -    |          |
| 27-3-2018  | Санкт-Петербург | Росія      | 1 – 3     | Франція     | товариський матч                     | -    | 66'      |
| 1-6-2018   | Ніцца           | Франція    | 3 – 1     | Італія      | товариський матч                     | -    |          |
| 9-6-2018   | Десін-Шарп'є    | Франція    | 1 – 1     | США         | товариський матч                     | -    |          |
| 16-6-2018  | Казань          | Франція    | 2 – 1     | Австралія   | ЧС 2018 - 1-й етап                   | -    |          |
| 21-6-2018  | Єкатеринбург    | Франція    | 1 – 0     | Перу        | ЧС 2018 - 1-й етап                   | -    |          |
| 26-6-2018  | Москва          | Данія      | 0 – 0     | Франція     | ЧС 2018 - 1-й етап                   | -    |          |
| 30-6-2018  | Казань          | Франція    | 4 – 3     | Аргентина   | ЧС 2018 - 1/8 фіналу                 | -    |          |
| 6-7-2018   | Нижній Новгород | Уругвай    | 0 – 2     | Франція     | ЧС 2018 - чвертьфінал                | -    |          |
| 10-7-2018  | Санкт-Петербург | Франція    | 1 – 0     | Бельгія     | ЧС 2018 - півфінал                   | -    | 87'      |
| 15-7-2018  | Москва          | Франція    | 4 – 2     | Хорватія    | ЧС 2018 - Фінал                      | -    | 27' 55'  |
| 6-9-2018   | Мюнхен          | Німеччина  | 0 – 0     | Франція     | Ліга націй УЄФА 2018-2019 - 1-й етап | -    |          |
| 9-9-2018   | Сен-Дені        | Франція    | 2 – 1     | Нідерланди  | Ліга націй УЄФА 2018-2019 - 1-й етап | -    |          |
| 16-10-2018 | Сен-Дені        | Франція    | 2 – 1     | Німеччина   | Ліга націй УЄФА 2018-2019 - 1-й етап | -    | 90+4'    |
| 16-11-2018 | Роттердам       | Нідерланди | 2 – 0     | Франція     | Ліга націй УЄФА 2018-2019 - 1-й етап | -    | 50'      |
| 20-11-2018 | Сен-Дені        | Франція    | 1 – 0     | Уругвай     | товариський матч                     | -    |          |
| 22-3-2019  | Кишинів         | Молдова    | 1 – 4     | Франція     | Відбір до ЧЄ 2020                    | -    |          |
| 25-3-2019  | Сен-Дені        | Франція    | 4 – 0     | Ісландія    | Відбір до ЧЄ 2020                    | -    |          |
| Усього     |                 | Матчів     | 38        |             | Голів                                | 1    |          |

## Досягнення

### «Лестер Сіті»
- Чемпіон Англії (1): 2015–16

### «Челсі»
- Чемпіон Англії (1): 2016–17
- Володар кубка Англії (1): 2017–18
- Переможець Ліги Європи УЄФА (1): 2018–19
- Переможець Ліги чемпіонів УЄФА (1): 2020–21
- Переможець Суперкубка УЄФА (1): 2021
- Переможець Клубного чемпіонату світу: 2021

### «Аль-Іттіхад»
- Чемпіон Саудівської Аравії (1): 2024-25
- Володар Королівського кубка Саудівської Аравії (1): 2024-25

### Збірна Франції
- Віце-чемпіон Європи: 2016
- Чемпіон світу: 2018

### Особисті
- Команда року за версією футболістів ПФА (1): 2015–16
- Гравець сезону англійської Прем'єр-ліги (1): 2016–17
- Французький футболіст року (1): 2017